# Šao-šan

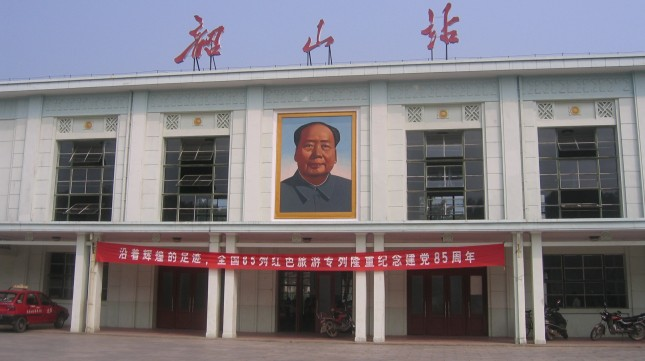
Vlakové nádraží Šao-šanu

Šao-šan (čínsky pchin-jinem Sháoshān, znaky 韶山) je čínský městský okres v provincii Chu-nan. Je pod správou městské prefektury Siang-tchan. Jeho sídlem je město Čching-si.
Šao-šan se nachází na středovýchodě Chu-nanu uprostřed severní části Siang-tchanu. Na severu sousedí s okresem Ning-siang, na západě a jihozápadě s městem Siang-siang a na východě a jihovýchodě s okresem Siang-tchan. Rozkládá se na ploše 247,3 km², k roku 2015 zde bylo při sčítání lidu registrováno 118 236 obyvatel a trvale zde žije 97 800 obyvatel. Rozlohou i počtem obyvatel je nejmenší správní jednotka mezi okresy a městské okresy v provincii Chu-nan. Topografii Šao-šanu dominuje hora Šao-feng a řeky Šao a Š'-š', přičemž na západě jsou kopce a na východě se mísí pahorkatiny a roviny. Vrchol hory Šao-feng, 518,5 m n. m., je nejvyšším bodem, zatímco Liou-mu-čou, 48 m n. m., je nejnižším bodem celého města.
Je rodištěm zakladatele Čínské lidové republiky Mao Ce-tunga. Kvůli tomu byl Šao-šan důležitou základnou během čínské komunistické revoluce. Je také rodištěm Maovy rodinné restaurace, restauračního řetězce, který se rozšířil do mnoha dalších měst. Mao zůstává v oblasti populární osobností a červený turismus do Šao-šanu a dalších míst spojených s komunistickým pozadím Číny pohání místní ekonomiku a zároveň zvyšuje povědomí lidí o revoluční historii Číny.

## Historie
Legenda o založení Šao-šanu se váže k císaři Šunovi, který tudy údajně procházel při své inspekci na jih. Krajina ho natolik fascinovala, že si zahrál hudbu Šao (韶乐), která přivolala mnoho fénixů a dalších ptáků, aby ho doprovázeli. Tak byl Šao-šan pojmenován po hudbě Šao. Ve starověku spadala pod jurisdikci státu Čchu.
Dne 26. prosince 1990 se Šao-šan stal městským okresem schváleným Státní radou.
Názvy a správní úrovně města Šao-šan:
- 1652 (Říše Čching): Čchi-tu (七都), okres Siang-tchan (县)
- 1912 (Čínská republika): druhý městský obvod (第二区), město Si (西乡), okres Siang-tchan
- prosinec 1932: devátý městský obvod, okres Siang-tchan
- 1947: městys Čching-tchien, okres Siang-tchan (de jure)
- leden 1950 (Čínská lidová republika): Třetí městský obvod, okres Siang-tchan
- 1951: čtvrtý městský obvod, okres Siang-tchan
- 1. srpna 1955: městský obvod Jin-tchien, okres Siang-tchan
- 1956: město Jin-tchien, okres Siang-tchan
- 1. září 1958: Šao-šanská lidová komuna, okres Siang-tchan
- 12. května 1961: městský obvod Šao-šan, okres Siang-tchan
- prosinec 1968: status městskému obvodu řízený okresem povýšen na regionální okres (地级区), řízený přímo provincií
- prosinec 1981: vrácení k tomu, aby byl řízen okresem.
- prosinec 1984: povýšen na okres (县级区), kontrolovaný městem Siang-tchan
- 26. prosince 1990: povýšen na městský okres, řízené městem Siang-tchan jménem provincie

## Administrativní dělení
Po úpravě rozdělení městských obvodů města Šao-šan ze dne 16. listopadu 2015 má město Šao-šan ve své jurisdikci dvě města a dva městyse, kterými jsou:
Města
- Čching-si (清溪镇): spojená Jung-i, Žu-i a bývalá Čching-si
- Jin-tchien (银田镇)

Městyse
- městys Šao-šan (韶山乡): spojená Ta-pching a bývalá městys Šao-šan
- Jang-lin (杨林乡)

## Podnebí
| Šao-šan – podnebí                 | Šao-šan – podnebí | Šao-šan – podnebí | Šao-šan – podnebí | Šao-šan – podnebí | Šao-šan – podnebí | Šao-šan – podnebí | Šao-šan – podnebí | Šao-šan – podnebí | Šao-šan – podnebí | Šao-šan – podnebí | Šao-šan – podnebí | Šao-šan – podnebí | Šao-šan – podnebí |
| Období                            | leden             | únor              | březen            | duben             | květen            | červen            | červenec          | srpen             | září              | říjen             | listopad          | prosinec          | rok               |
| --------------------------------- | ----------------- | ----------------- | ----------------- | ----------------- | ----------------- | ----------------- | ----------------- | ----------------- | ----------------- | ----------------- | ----------------- | ----------------- | ----------------- |
| Nejvyšší teplota [°C]             | 24,2              | 30,1              | 32,3              | 35,0              | 36,3              | 37,2              | 39,4              | 40,8              | 37,4              | 35,0              | 32,1              | 24,4              | 40,8              |
| Průměrné denní maximum [°C]       | 8,6               | 11,6              | 15,9              | 22,4              | 26,8              | 30,0              | 33,4              | 32,7              | 28,5              | 23,3              | 17,6              | 11,5              | 21,9              |
| Průměrná teplota [°C]             | 4,9               | 7,4               | 11,4              | 17,4              | 22,0              | 25,6              | 28,9              | 27,9              | 23,5              | 18,1              | 12,5              | 7,1               | 17,2              |
| Průměrné denní minimum [°C]       | 2,4               | 4,6               | 8,2               | 13,8              | 18,4              | 22,4              | 25,3              | 24,5              | 20,2              | 14,8              | 9,2               | 4,0               | 14,0              |
| Nejnižší teplota [°C]             | −6,2              | −8,8              | −2,5              | 1,4               | 9,3               | 13,2              | 18,6              | 16,7              | 10,1              | 2,4               | −1,6              | −12,1             | −12,1             |
| Průměrné srážky [mm]              | 71,1              | 85,6              | 147,1             | 169,4             | 201,3             | 226,6             | 153,9             | 105,1             | 82,5              | 64,1              | 74,4              | 54,4              | 1 435,5           |
| Dní se srážkami                   | 14,0              | 14,5              | 18,0              | 17,0              | 16,7              | 15,6              | 10,4              | 10,9              | 9,1               | 9,9               | 10,6              | 11,3              | 158               |
| Dní se sněžením                   | 4,9               | 2,7               | 0                 | 0                 | 0                 | 0                 | 0                 | 0                 | 0                 | 0                 | 0,1               | 1,8               | 10,1              |
| Relativní vlhkost [%]             | 81                | 81                | 83                | 82                | 82                | 84                | 77                | 80                | 82                | 80                | 80                | 78                | 81                |
| Slunečných hodin                  | 61,1              | 60,8              | 74,4              | 104,3             | 130,1             | 125,6             | 212,0             | 194,7             | 144,3             | 126,0             | 108,7             | 93,8              | 1 435,8           |
| Sluneční svit [%]                 | 19                | 19                | 20                | 27                | 31                | 30                | 50                | 48                | 39                | 36                | 34                | 29                | 32                |
| Zdroj: Čínský meteorologický úřad |                   |                   |                   |                   |                   |                   |                   |                   |                   |                   |                   |                   |                   |

## Partnerská města
- Vidnoje, Rusko
- Timboon, Austrálie